# صدای گلوله (فیلم)
صدای گلوله (به هندی: Dishkiyaoon) فیلمی محصول سال ۲۰۱۴ و به کارگردانی سانامجیت سینگ تالوار است. در این فیلم بازیگرانی همچون هارمان باوجا، آیشا خانا، آدیتای پانچولی، پراشانت ناریانان، آناند تیواری، سانی دئول ایفای نقش کرده‌اند.